# محنت‌آباد (واسع)
محنت‌آباد  جماعت و شهرکی در جنوب غربی کشور تاجیکستان است که در ناحیهٔ واسع ولایت ختلان قرار دارد. جمعیت این جماعت ۱۳۸۵۹ است.